# Władimir Tribuc
Władimir Filippowicz Tribuc, ros. Владимир Филиппович Трибуц (ur. 15 lipca?/28 lipca 1900 w Sankt Petersburgu, zm. 30 sierpnia 1977 w Moskwie) – radziecki admirał, uczestnik II wojny światowej, dowódca Floty Bałtyckiej Marynarki Wojennej ZSRR (1939–1947), doktor nauk historycznych (1972).

## Życiorys

### Dzieciństwo i młodość
W lutym 1918 wstąpił na ochotnika do Marynarki Wojennej. Uczestnik wojny domowej 1918–1920 we flotyllach Astrachańskiej i Wołżańsko-Kaspijskiej oraz w Siłach Morskich Morza Kaspijskiego. Po wojnie domowej ukończył studia w Szkole Marynarki Wojennej (1926) i Akademii Marynarki Wojennej (1932). W latach 1926–1929 i 1932–1936 służył we Flocie Bałtyckiej na pancerniku „Marat” i niszczycielu „Jakow Swierdłow”. Potem szef oddziału w sztabie, a od lutego 1938 szef sztabu Floty Bałtyckiej, a od kwietnia 1939 dowódca floty. Członek partii komunistycznej od 1928. Uczestnik wojny zimowej 1939–1940.

### II wojna światowa
W 1941 z powodzeniem kierował działaniami sił morskich, które pomogły wojskom lądowym operującym w strefach przybrzeżnych w obronie Tallinna, Hanko i Wysp Moonsundzkich, powodując zakłócenia w łączności wojsk wroga na Morzu Bałtyckim. W sierpniu 1941, w zaminowanej strefie i przy panowaniu przeciwnika w powietrzu, zorganizował i prowadził ewakuację floty z Tallinna do Kronsztadu i Leningradu. Źle przeprowadzona ewakuacja zakończyła się katastrofą. Zatonęło 68 okrętów i statków (w tym 5 niszczycieli), przede wszystkim od min.
W latach 1941–1943 aktywnie uczestniczył we wszystkich etapach obrony Leningradu, umiejętnie współpracując z wojskami lądowymi w operacjach prowadzonych przez Armię Czerwoną. Wykorzystał m.in. okręty podwodne, doprowadzając do przerwania łączności wroga na Morzu Bałtyckim oraz do zwalczania ciężkiej artylerii niemieckiej ostrzeliwującej miasto. Z jego inicjatywy stworzono grupy morskiej artylerii, które wraz z artylerią Frontu Leningradzkiego zadały Niemcom poważne straty, niszcząc większość aktywnych baterii wroga.
W latach 1943–1944 brał udział w opracowaniu i przeprowadzeniu operacji przełamania blokady Leningradu, a także w operacjach zaczepnych przeciwko wojskom niemieckim i fińskim w rejonie Wyborga i Pietrozawodska. Podczas tych operacji flota wspierała wojska frontów Leningradzkiego i Karelskiego ogniem okrętów i artylerii przybrzeżnej oraz desantem i samolotami marynarki wojennej.
Następnie kierował siłami floty w operacji desantowej w cieśninie Väinameri oraz w krajach bałtyckich, Prusach Wschodnich i na Pomorzu Wschodnim.

### Okres powojenny
Od marca 1946 do maja 1947 dowodził 8. Flotą MW ZSRR. W latach 1947–1948 zastępca głównodowodzącego wojskami Dalekiego Wschodu ds. sił morskich. Po tym na kierowniczych stanowiskach w Marynarce Wojennej m.in. szef Zarządu Hydrografii (1949–1957) i w latach 1957–1960 inspektor w dowództwie Marynarki Wojennej i ministerstwie Obrony ZSRR – szef katedry floty w Akademii Sztabu Generalnego Sił Zbrojnych ZSRR im. Woroszyłowa. 
Po przejściu na emeryturę w lutym 1961 kierował wydziałem Wszechzwiązkowego Instytutu Informacji Naukowej i Technicznej (WINITI). Od 1972 doktor nauk historycznych.
Jeden z rosyjskich niszczycieli rakietowych „Admirał Tribuc” (BPK 552; dawny BPK 564) z 30 grudnia 1985 nazwano na cześć Władimira Tribuca. W 1991 na niszczycielu pływającym we Flocie Pacyfiku Marynarki Wojennej Federacji Rosyjskiej wybuchł pożar, ale okręt powrócił do służby.

## Twórczość
- Балтийцы наступают. Kaliningrad: 1968. Brak numerów stron w książce
- Балтийцы вступают в бой. Kaliningrad: 1972. Brak numerów stron w książce
- Балтийцы сражаются. Kaliningrad: 1975. Brak numerów stron w książce

## Odznaczenia i wyróżnienia
- Order Lenina – dwukrotnie
- Order Rewolucji Październikowej
- Order Czerwonego Sztandaru – czterokrotnie
- Order Uszakowa I klasy – dwukrotnie
- Order Nachimowa I klasy
- Order Czerwonej Gwiazdy
- Medal „Za obronę Leningradu”
- Medal „Za zdobycie Królewca”
- Medal 100-lecia urodzin Lenina
- Medal „Za zwycięstwo nad Niemcami w Wielkiej Wojnie Ojczyźnianej 1941–1945”
- Medal jubileuszowy „Dwudziestolecia zwycięstwa w Wielkiej Wojnie Ojczyźnianej 1941–1945”
- Medal jubileuszowy „Trzydziestolecia zwycięstwa w Wielkiej Wojnie Ojczyźnianej 1941–1945”
- Medal jubileuszowy „XX lat Robotniczo-Chłopskiej Armii Czerwonej”
- Medal jubileuszowy „30 lat Armii Radzieckiej i Floty”
- Medal jubileuszowy „40 lat Sił Zbrojnych ZSRR”
- Medal jubileuszowy „50 lat Sił Zbrojnych ZSRR”
- Order Krzyża Grunwaldu I klasy (Polska)
- Commander Legii Zasługi (USA)
- I inne